# 廖靜文
廖靜文（1923年4月—2015年6月16日），中国艺术家，画家徐悲鸿第三任妻子。

## 生平
湖南瀏陽出生，是中國畫家徐悲鴻1942年招聘的管理员，与已婚的徐悲鸿同居三年，以死相逼迫使徐悲鸿1945年登报宣布与妻子蒋碧微“脱离关系”，二人于1945年12月签字离婚。廖静文在做了三年情妇之后，于1946年嫁給比自己大28岁的徐悲鴻，同年生子徐庆平、后来生女徐芳芳，一直陪伴徐悲鴻直到他1953年去世，结婚7年。
1953年，廖靜文將先夫徐悲鴻遺作及珍藏全部捐獻給中國政府，由此获得干部身份。
1956年，廖静文在北戴河度假时，看中正在沙滩训练的，比自己年轻九岁的军官黄兴华，与黄兴华与结婚。婚后生下一子，将儿子取名“廖鸿华”。文革开始后，廖静文认为“徐悲鸿夫人”的身份更能保护自己，与黄兴华离婚，二人婚姻存续超过十年。
廖靜文的長篇傳記《徐悲鴻一生》再版5次，發行55萬多冊，並翻譯成法文、英文、日文、捷克文等外文。

## 公職
- 1957年-2015年担任徐悲鴻紀念館館長
- 第七屆全國政協委員
- 第八屆全國政協常委

## 戲劇
- 1994年台視單元劇《徐悲鴻》，陳孝萱 飾演廖靜文。

## 相關
- 徐慶平

## 外部參考
- 徐悲鴻夫人廖靜文的書房 （页面存档备份，存于）
- 廖靜文：為徐悲鴻而活 （页面存档备份，存于）
- 2008年徐悲鴻盃籌備委會，榮譽會長: 廖靜文女士